# Neosprucea pedicellata
Neosprucea pedicellata är en videväxtart som beskrevs av Elbert Luther Little. Neosprucea pedicellata ingår i släktet Neosprucea och familjen videväxter. Inga underarter finns listade i Catalogue of Life.